# اینگو آندربروژ
اینگو آندربروژ (انگلیسی: Ingo Anderbrügge؛ زادهٔ ۲ ژانویهٔ ۱۹۶۴) بازیکن فوتبال اهل آلمان است.
از باشگاه‌هایی که در آن بازی کرده‌است می‌توان به باشگاه فوتبال شالکه ۰۴، اشپورت فقاند زیگن، و باشگاه فوتبال بروسیا دورتموند اشاره کرد.
وی همچنین در تیم ملی فوتبال زیر ۲۱ سال آلمان بازی کرده‌است.